# Абраменко, Александр (футболист)
Александр Абраменко (латыш. Aleksandrs Abramenko; род. 9 января 1985, Рига) — латвийский футболист, полузащитник и защитник.

## Биография
Воспитанник рижского «Сконто». С 2000 года играл за «Сконто-2» в турнире дублеров и в первой лиге, с 2001 года также играл за «ЮФЦ Сконто» в первой лиге. За основной состав «Сконто» так и не сыграл. В 2005 году перешёл в рижский «Олимп», в его составе провёл первые матчи в высшей лиге. 1 октября 2005 года стал автором хет-трика в матче против «Венты» (5:2).
С 2006 года в течение нескольких лет играл за зарубежные клубы. В 2006 году выступал в чемпионате Литвы за «Судуву» (Мариямполе). Стал обладателем Кубка Литвы 2006 года. В осенней части сезона 2007/08 играл в третьем дивизионе Греции за «Визас Мегарон». В 2008 году выступал за «Нарва-Транс» и стал бронзовым призёром чемпионата Эстонии. Затем по половине сезона провёл в клубах «Олимпия» (Градец-Кралове) и «Орлента» (Лукув) в низших дивизионах Чехии и Польши. В 2010 году вернулся в «Транс», где выступал в течение следующих трёх сезонов. Ещё дважды становился бронзовым призёром чемпионата Эстонии (2010, 2011), а в 2011 и 2012 годах со своим клубом выходил в финал Кубка Эстонии. Всего за клуб из Нарвы сыграл за оба периода 119 матчей (11 голов) в чемпионате страны, 11 игр в Кубке Эстонии и 8 матчей в еврокубках.
В 2013 году вернулся на родину и провёл половину сезона в составе дебютанта высшей лиги «Илуксте». Летом 2013 года перешёл в «Тукумс 2000» из первой лиги, где выступал до конца карьеры.
В сборной Латвии до 17 лет провёл две игры квалификации на чемпионат Европы; в команде до 19 лет сыграл 7 матчей. В 2005—2006 годах принимал участие в матчах сборной Латвии до 21 года, где сыграл 4 встречи. Всего за латвийские сборные сыграл 13 матчей.

## Достижения
- Обладатель Кубка Литвы: 2006
- Бронзовый призёр чемпионата Эстонии: 2008, 2010, 2011
- Финалист Кубка Эстонии: 2010/11, 2011/12